# Philips VG 5000
Philips VG 5000 (VG 5000) је био кућни рачунар фирме Philips који је почео да се производи у Холандији од 1984. године.
Користио је Zilog Z80 као микропроцесор. РАМ меморија рачунара је имала капацитет од 24 kb до 56 kb. 

## Детаљни подаци
Детаљнији подаци о рачунару VG 5000 су дати у табели испод.
|                       |                                                                |
| 5000                  |                                                                |
| Произвођач            |                                                                |
| Тип                   | кућни рачунар                                                  |
| Меморија              | 24 (до 56 )                                                    |
| Поријекло             | Холандија                                                      |
| Година                | 1984                                                           |
| Тастатура             | AZERTY, 63 тастера (chicklet тастатура)                        |
| Процесор              |                                                                |
| Фреквенција процесора | 4                                                              |
| RAM                   | 24 (до 56 )                                                    |
| ROM                   | 18                                                             |
| Текст                 | 40 x 25 (15 x 80 само у асемблеру)                             |
| Графика               | Нема (псеудо 320 x 250 резолуција са полу-графичким симболима) |
| Боја                  | 8                                                              |
| Звук                  | 1 глас, 4 октава                                               |
| Димензије             | 28 x 21 x 4,2 / 820g                                           |
| Портови               |                                                                |
| Оперативни систем     | [[]]                                                           |